# Tara Römer
Pour les articles homonymes, voir Römer.
Tara Römer, né le 7 juin 1974 à Lavelanet (Ariège) et mort le 24 novembre 1999 dans le 12e arrondissement de Paris, est un acteur français.

## Biographie
Tara Römer débute au cinéma en 1987 aux côtés de Benoît Magimel dans La vie est un long fleuve tranquille. Il y tient le rôle de Million Groseille. Après une parenthèse de quelques années, où il termine son cursus scolaire, il revient au cinéma dans Raï de Thomas Gilou (avec Samy Naceri).
Après quelques films et téléfilms, il se fait particulièrement remarquer dans le court métrage intitulé Jour de manque tourné pour le collectif Scénarios sur la drogue (sortie posthume en 2000).
Le 24 novembre 1999, alors qu'il circule à scooter à Paris, il est victime d'un accident dans le 12e arrondissement en lisière du bois de Vincennes. Il meurt des suites de ses blessures, à l'âge de 25 ans. Son dernier film, Elle et lui au 14e étage, tourné quelques mois auparavant, avec notamment Guillaume Depardieu, sort quelques semaines plus tard sur les écrans. Jour de manque, également sorti en 2000, lui est dédié. Il est également comédien de doublage et a prêté sa voix à Leonardo DiCaprio pour le film Rimbaud Verlaine dans le rôle d'Arthur Rimbaud.

## Filmographie

### Cinéma

#### Longs métrages
- 1988 : La Vie est un long fleuve tranquille d'Étienne Chatiliez : Million Groseille
- 1995 : Raï de Thomas Gilou : Laurent
- 1995 : Le Plus bel âge de Didier Haudepin : Michel
- 1997 : Bouge ! de Jérôme Cornuau : Grégoire
- 1997 : Je ne vois pas ce qu'on me trouve de Christian Vincent : Arthur
- 1998 : Taxi de Gérard Pirès : Le collègue d'Émilien
- 1999 : Chili con carne de Thomas Gilou : Yannick
- 1999 : Jeanne d'Arc de Luc Besson : Gamaches
- 2000 : Elle et lui au 14e étage de Sophie Blondy : Romain

#### Courts métrages
- 1998 : Les Rushes de Jean Reno
- 1999 : Suspendu d'Alexis Charrier : Tara
- 2000 : Match de Yahn Jeannot
- 2000 : Jour de manque de Jean-Teddy Philippe (collection Scénarios sur la drogue) : le garçon

### Télévision

#### Téléfilms
- 1991 : Les Ritals de Marcel Bluwal
- 1995 : Une femme dans la nuit d'Éric Woreth : le second voyou
- 1995 : Le Dernier voyage de Bruno Gantillon : Martial
- 1995 : Dock des anges de Bruno Gantillon : Bud
- 1997 : L'Empire du taureau de Maurice Frydland : Yvon
- 1998 : Le Choix d'une mère de Tom Collins et Jacques Malaterre : Marco

#### Séries télévisées
- 1997 : Julie Lescaut, saison 6, épisode 3 Abus de pouvoir d'Alain Wermus : Stal
- 1998 : Avocats et Associés, saison 1, épisode 3 Faux sanglant de Philippe Triboit : Didier Romain
- 2000 : Boulevard du Palais, saison 2, épisode 2 La Jeune morte de Jacques Malaterre : Marco
- 2000 : Navarro, saison 12, épisode 3 L'Emeute de Gilles Béhat : Clovis

### Doublage
- 1995 : Rimbaud Verlaine d'Agnieszka Holland : Arthur Rimbaud (doublage français de Leonardo DiCaprio)
- 1999 : Le Château des singes (long métrage animation) de Jean-François Laguionie : Kom (voix originale)